# Fyens Væddeløbsbane
Fyens Væddeløbsbane er en hestevæddeløbsbane beliggende i den vestlige del af Odense. Banen benyttes både til galop og travsport.

## Historie

### Etablering
Banen blev indviet 2. juni 1935 da 7000-8000 tilskuere overværede de 8 premiereløb, heraf 4 galop og 4 travløb. Forud havde der i Odense været afholdt hestevæddemål i over 100 år. I 1832 blev der på Eksercerpladsen i byen afholdt det første officielle og organiserede løb med heste. Efter af der i løbet af 1920'erne var åbnet flere hestevæddeløbsbaner i Danmark, tog man i starten af 1930'erne det første initiativ til en permanent bane i Odense. Hovedmanden bagved idéerne var formanden for Fyns Rideklub, oberstløjtnant Carl Th. N. Sørensen, havde i begyndelsen af 1933 de første møder for at kigge på konkrete muligheder for etablere en kombineret trav- og galopbane med tilhørende publikumsfaciliteter, stalde, træningsmuligheder m.v. På et møde 13. november 1933 med medlemmerne af rideklubben, fremlagde Sørensen planerne for at bygge på et 60 tønde land stort område imellem Tusindårsskoven og bydelen Sanderum i det vestlige Odense. Der var ikke umiddelbar opbakning for forslaget og der blev nedsat et 3-mands udvalg der blandt andet skulle kigge på alternative placeringer. Efter godt 4 måneders arbejde blev det besluttet at den første foreslåede placering i Sanderum skulle bibeholdes, og 30. april 1934 kunne man afholde stiftende generalforsamling i det nye selskab A/S Fyens Væddeløbsbane.
Der blev hurtigt bygget stalde af de nye hesteejere der blev tilknyttet den kommende væddeløbsbane. I februar 1935 var 48 galop- og 20 travheste tilknyttet det nye anlæg. Den daglige træning foregik stadigvæk på eksercerpladsen, da selve baneanlægget endnu ikke var færdiganlagt. Travbanen blev etableret med en samlet længde på 1000 meter, og udvendigt blev der anlagt en 1750 meter lang galopbane på et underlag af græs.

## Galop
Galopbanens samlede længde er 1450 meter med en bredde på cirka 20 meter. Underlaget består af græs og opløbet er cirka 280 meter langt.

## Trav
Travbanens samlede længde er 1000 meter med en bredde på cirka 18 meter.